# Phreatophasma aenigmaticum
Phreatophasma è un genere estinto di tetrapodi, probabilmente appartenente ai caseidi e vissuto nel corso del Permiano Medio (circa 270 milioni di anni fa) e i cui resti sono stati ritrovati in Russia. Comprende una sola specie, Phreatophasma aenigmaticum, noto solo per un singolo femore rinvenuto in una miniera nei pressi della città di Belebej, in Baschiria.

## Classificazione
Data l'estrema incompletezza dell'olotipo di P. aenigmaticum, la classificazione del genere rimane tuttora controversa. Inizialmente ritenuto un'enigmatica specie di terapside (da cui il nome, Yefremov, 1954; Romer 1956), è stato in seguito identificato come una forma basale di sinapside appartenente alla famiglia dei Caseidi (Olson, 1962) o incertae sedis (Ivakhneneko et al., 1997; Maddin et al., 2008). Secondo altri studiosi (Golubev, 2000), i resti ritrovati apparterrebbero, invece, ad una specie di seymouriamorfo, affine a Biarmica e Leptoropha: ad avvalorare questa ipotesi vi è la presenza di testimonianze fossili di tutti e tre i generi nel medesimo giacimento, costituito da depositi riconducibili ad un ambiente lagunare o deltizio, sicuramente più adatto alla vita di animali semi-acquatici come i seymouriamorfi che a quella di un sinapside completamente terrestre.
Studi più recenti (Brocklehurst e Fröbisch, 2017) confermano invece l'appartenenza ai caseidi, sulla base di alcune caratteristiche come la profonda fossa intertrocanterica, i condili distali molto distanziati, il tronco del femore corto e robusto e la mancanza di una cresta longitudinale che racchiude il margine posteriore della fossa intertrocanterica. Secondo questo studio, Phreatophasma occuperebbe una posizione basale all'interno del gruppo, poiché conserva caratteri primitivi (plesiomorfie) come la mancanza di compressione del condilo anteriore del femore.

## Significato dei fossili
Il riconoscimento di Phreatophasma come un caseide basale ha notevoli implicazioni per la comprensione dell'evoluzione e della biogeografia di questa famiglia. Phreatophasma è il secondo esempio di caseide proveniente dalle regioni paleo-temperate della Russia, e non è strettamente imparentato con il primo (Ennatosaurus tecton); ciò implicherebbe due distinti eventi di dispersione della famiglia dei caseidi dalle latitudini paleo-equatoriali a quelle temperate. Inoltre, la presenza di Phreatophasma nel Permiano medio implica che una quantità di caratteristiche plesiomorfiche dei caseidi, tra cui la piccola taglia corporea e un femore relativamente lungo, furono conservate almeno fino al Permiano medio, un'epoca in cui in altre parti del mondo i caseidi erano rappresentati da specie erbivore di grandi dimensioni (ad esempio Cotylorhynchus). 